# Puccinia calcitrapae

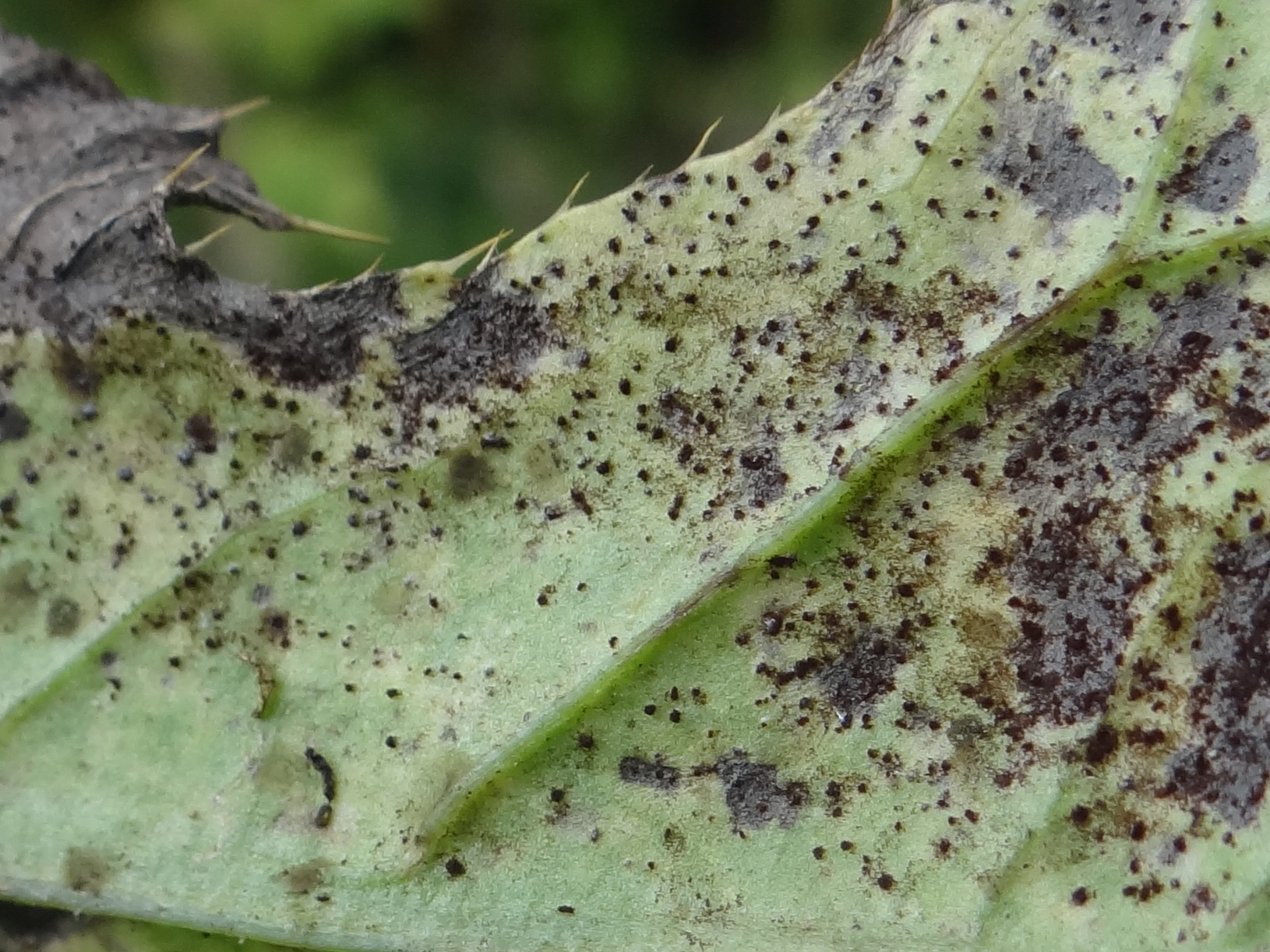
Telia na dolnej stronie liścia ostrożnia

Puccinia calcitrapae DC. – gatunek grzybów z rodziny rdzowatych (Pucciniaceae). Grzyb mikroskopijny będący pasożytem obligatoryjnym wielu gatunków roślin.

## Systematyka i nazewnictwo
Pozycja w klasyfikacji według Index Fungorum: Puccinia, Pucciniaceae, Pucciniales, Incertae sedis, Pucciniomycetes, Pucciniomycotina, Basidiomycota, Fungi.
Synonimy nazwy naukowej:

- Puccinia andropogonis G.H. Otth 1864
- Puccinia bardanae (Wallr.) Corda 1840
- Puccinia calcitrapae var. bardanae (Wallr.) Cummins 1977
- Puccinia calcitrapae DC., 1805 var. calcitrapae
- Puccinia calcitrapae var. cardui-pycnocephali (P. Syd. & Syd.) U. Braun 1981
- Puccinia calcitrapae var. fennica (Savile) U. Braun 1981
- Puccinia cardui-pycnocephali P. Syd. & Syd. 1902
- Puccinia carduorum Jacky 1899
- Puccinia carlinae Jacky 1899
- Puccinia centaureae DC., 1815 f. centaureae
- Puccinia centaureae f. scabiosae Hazsl. 1908
- Puccinia cirsii Lasch 1859
- Puccinia compositarum Schltdl. 1824
- Puccinia inquinans var. bardanae Wallr. 1833
- Puccinia laschii var. fennica Savile 1970
- Puccinia scabiosae (Hazsl.) A.L. Guyot 1951
- Puccinia syngenesiarum Link 1825
- Trichobasis andropogonis G.H. Otth 1864
- Trichobasis cirsii (Lasch) G.H. Otth 1864

## Rozwój i morfologia
Jest rdzą pełnocyklową, tzn. wytwarza wszystkie właściwe dla rdzy rodzaje zarodników. Jest pasożytem jednodomowym, tzn. cały jej cykl rozwojowy odbywa się na jednym gatunku żywiciela.
Spermogonium rozwija się na liściach porażonych roślin. Ecja rozwijają się na tych samych liściach wokół spermogoniów. Niemal kuliste ecjospory mają wymiary 26–30 × 23–28 μm. Na dolnej stronie liści powstają cynamonowe, rozproszone uredinia. Urediniospory mają wymiary 26–30 × 23–28 μm i są w przybliżeniu kuliste. Później na dolnej stronie liści pojawiają się czarne telia w postaci wypukłych, chropowatych kupek. Powstające w nich teliospory są dwukomórkowe, elipsoidalne i mają wymiary 32–44 × 22–28 μm.
Na górnej powierzchni porażonych liści powoduje powstawanie czarnych plam.

## Występowanie
Znany obszar występowania tego gatunku obejmuje Amerykę Północną, Europę, Azję, Australię i Nową Zelandię. Pasożytuje na wielu gatunkach roślin z rodziny astrowatych. W Polsce gatunek pospolity. W polskim piśmiennictwie mykologicznym podano występowanie na gatunkach: Arctium lappa, Arctium minus, Carduus acanthoides, Carduus crispus, Carduus defloratus, Carduus glaucus, Carduus nutans, Carduus personata, Carlina acaulis, Carlina vulgaris, Centaurea alpestris, Centaurea jacea, Centaurea kotschyana, Centaurea oxylepis, Centaurea phrygia, Centaurea scabiosa, Centaurea scabiosa, Cirsium acaule, Cirsium canum, Cirsium oleraceum, Cirsium erisithales, Cirsium helenioides, Cirsium oleraceum, Cirsium palustre, Cirsium pannonicum, Cirsium rivulare, Cirsium waldsteinii, Echinops sphaerocephalus, Onopordum acanthium.

## Znaczenie
Na porażonych roślinach P. calcitrapae wywołuje choroby zwane rdzami. W niektórych krajach rośliny atakowane przez tego patogena są uprawiane. Do jego zwalczania skuteczne okazały się 0,5% tiofanat metylowy i 0,15% triadimefon.